# 安德魯 (愛荷華州)
安德魯（英語：Andrew）是美国艾奥瓦州傑克遜縣下轄的一个城市。2010年人口统计为434人。